# Copestylum flukei
Copestylum flukei är en tvåvingeart som först beskrevs av Charles Howard Curran 1936.  Copestylum flukei ingår i släktet Copestylum och familjen blomflugor. Inga underarter finns listade i Catalogue of Life.